# Anadara broughtonii
Anadara broughtonii is een tweekleppigensoort uit de familie van de Arcidae. De wetenschappelijke naam van de soort is voor het eerst geldig gepubliceerd in 1867 door Schrenck.